# I Liceum Ogólnokształcące im. Juliusza Słowackiego w Skarżysku-Kamiennej
I Liceum Ogólnokształcące im. Juliusza Słowackiego w Skarżysku-Kamiennej – szkoła ponadgimnazjalna w Skarżysku-Kamiennej. Nazywana potocznie „Erblem” od nazwiska pierwszego kierownika szkoły, Józefa Erbla. Za umowną datę utworzenia placówki przyjmuje się rok 1926, kiedy zakupiono plac pod budowę, dokonano aktu założenia oraz poświęcono kamień węgielny pod budowę gmachu.
Początkowo funkcjonująca jako Publiczna Szkoła Powszechna nr 4 im. Juliusza Słowackiego w Skarżysku-Kamiennej, szkoła jest jednym z dwóch liceów ogólnokształcących w Skarżysku-Kamiennej. W I LO funkcjonują klasy o trzech profilach: matematycznym, biologiczno-chemicznym i humanistycznym, realizujące określone przedmioty w zakresie rozszerzonym.
Szkoła wielokrotnie zajmowała wysoką pozycję w rankingu liceów ogólnokształcących „Perspektywy” (w województwie świętokrzyskim: 2014 – 5. miejsce, 2015 – 4. miejsce, 2016 – 8. miejsce, 2017 – 13. miejsce, 2018 – 9. miejsce, 2019 – 15. miejsce, 2020 – 12. miejsce).

## Absolwenci
Absolwentami I LO w Skarżysku-Kamiennej są m.in.:
- Jakub Kawalec
- Konrad Krönig
- Marzena Okła-Drewnowicz
- Grzegorz Witkowski